# Ciao adios
Ciao adios è un singolo della cantante britannica Anne-Marie, secondo estratto dall'album di debutto Speak Your Mind, pubblicato il 10 febbraio 2017.

## Tracce
1. Ciao adios – 3:20 (Anne-Marie Nicholson, Tom Meredith, Jennifer Decilveo, Mason Levy)
2. Ciao adios (Acoustic) – 4:44